# Marehalladakaval, Gubbi
Marehalladakaval là một làng thuộc tehsil Gubbi, huyện Tumkur, bang Karnataka, Ấn Độ.